# Johann Friedrich Ernst Benda
Pour les articles homonymes, voir Benda.
Johann Friedrich Ernst Benda (également Ernst Friedrich Johann Benda ou Ernst Benda, (baptisé le 10 octobre 1749à Berlin - 24 février 1785 à Berlin) est un musicien et compositeur allemand originaire de Bohême.

## Biographie
Johann Friedrich Ernst Benda est le fils aîné du musicien de cour et maître de chapelle Joseph Benda. Dès son plus jeune âge, son père lui a enseigné le piano et le violon,, et en 1766 à l'âge de 19 ans, Johann Friedrich était employé à la chapelle royale de Frédéric le Grand à Berlin avec le titre de  Kammermusikus ,,. En 1770, avec l'altiste Carl Ludwig Bachmann, il a fondé des concerts auxquels il a donné le nom de  Liebhaberkonzerte ,,, qu'il dirigea jusqu'à sa mort. Ces concerts, qui se sont poursuivis jusqu'en 1797 ont eu lieu dans la  Corsicaischen Saale  en face du Château de Monbijou (aujourd'hui Oranienburger Straße) et étaient pour la plupart des concerts avec abonnement qui étaient donnés par son orchestre et son chœur. Parmi les solistes invités, on peut noter Johann Friedrich Reichardt, qui épousa plus tard  Juliane Benda (décédée en 1785) puis Minna Brandes (fille de l'acteur et poète Johann Christian Brandes).
Wilhelm Otto Gottlieb Benda (1775-1832), l'un des trois fils de Johann Friedrich Ernst Benda est devenu  Kriminalrat  et maire de Landsut, Silésie (aujourd'hui Kamienna Góra, Pologne) et s'est fait un nom en tant que traducteur et écrivain.

## Compositions
- Minuetto per il Cembalo con Variazioni en fa majeur, 1768
- Concerto en sol majeur pour violon, cordes et continuo